# Christian Dumas
Pour les articles homonymes, voir Dumas.
Christian Dumas est un botaniste français né le 2 janvier 1943. Il est professeur à l'École normale supérieure (ENS) de Lyon. Christian Dumas s'est consacré à l'étude des mécanismes de reproduction sexuée spécifiques des plantes à fleurs et à leurs applications pour l'amélioration génétique des plantes cultivées. Il est également directeur scientifique du jardin botanique du parc de la Tête d'or de Lyon.

## Parcours
Élève de l'IPES (Institut des professeurs de l’enseignement secondaire) de l’université Claude-Bernard (UCB) de 1962 à 1965, puis de 1965 à 1968 professeur dans l’enseignement secondaire dont une année au centre pédagogique régional de Lyon. Il passe le CAPES de sciences naturelles en 1968, suivi de deux années au titre de Volontaire du Service national actif (VSNA) en Tunisie (lycée de Sousse). Il est détaché dans l’enseignement supérieur comme assistant à l’UCB en 1968 et devient docteur en sciences naturelles en 1975, maître-assistant à l’UCB de 1975 à 1984, professeur invité à l'université de Melbourne en 1981 et 1984, professeur à l’École normale supérieure de Saint-Cloud de 1985 à 1986 puis à l’École normale supérieure de Lyon (ENSL, 1987-), où il a créé et dirigé le laboratoire Reconnaissance cellulaire et amélioration des plantes (UCB-LA 879 associé à l’INRA, entre 1988 et 1992, et EP20 CNRS-LA INRA 879 de 1993 à 1998) puis le laboratoire Reproduction et développement des plantes (UMR 5667 CNRS, INRA, ENSL et UCB, de 1994 à 2006). Il fut professeur invité à l'université du Tōhoku et à l'université de Miyazaki (Japan Society of Promotion of sciences en 1987), à Stanford, à l'université du Nord de l'Arizona et à l'UCLA (invité par l’ambassade de France en Californie). Élu à l’Académie des sciences comme membre correspondant, section biologie animale et végétale en 1989 puis comme membre, section biologie intégrative en 2002 dont il fut délégué entre 2011 et 2014. Il fut élu membre senior de l’IUF, de 1996 à 2006. Il est professeur émérite depuis 2011, il est très impliqué dans deux commissions de l’Académie : celle de l’enseignement (incluant La Main à la pâte) et celle de l’environnement ; il a aussi présidé le groupe de travail sur la réforme de sa gouvernance en 2009.

## Œuvre scientifique
Christian Dumas a tout d’abord exploré les mécanismes de la sécrétion stigmatique : le stigmate est chez la fleur, l’organe femelle de réception du pollen (partenaire mâle), avant de s’engager dans l’étude des partenaires mâle et femelle de la reproduction sexuée et de leurs interactions à l’origine de la formation des semences. Celle-ci est contrôlée à plusieurs niveaux : a) le pollen est accepté ou rejeté par l’organe femelle grâce à des mécanismes régis par le complexe majeur d’incompatibilité sexuelle ; b) la fécondation est double et son déterminisme a pu être étudié car les gamètes femelles et mâles ont été isolés in vitro ; c) la formation de zygotes in vitro et l’analyse de mutants autorise aussi la recherche des gènes du développement précoce de l’embryon. Dans ces différents domaines clés de la production de semences, l’équipe dirigée par Christian Dumas a caractérisé le récepteur stigmatique lié au mécanisme d’incompatibilité ainsi que son ligand,, a aussi caractérisé la période de réceptivité stigmatique et ovulaire et a permis de réaliser différents essais biologiques de pollinisation-fécondation dont la première fécondation in vitro chez les plantes à fleurs dans des conditions physiologiques proches de la normale. Ces travaux ont été conduits chez plusieurs espèces et/ou modèles  d’intérêt comme le maïs, un chou Brassica oleracea et Arabidopsis thaliana, la drosophile des botanistes ; en outre, la recherche de gènes impliqués dans le parfum floral et la structure de la fleur a été amorcée chez la rose,  ainsi que des travaux préliminaires concernant l’origine des plantes à fleurs à l’aide d’Amborella trichopoda espèce-sœur de toutes les plantes à fleurs actuelles, endémique de Nouvelle Calédonie. Ces travaux ont été conduits dans le cadre de divers programmes internationaux (CEE, HFPS, par exemple) et/ou de collaborations avec des partenaires industriels des semences (Limagrain, AGPM-Arvalis, Rhône-Poulenc agrochimie, Elf Sanofi, Orsan Lafarge, etc).

## Activité pédagogique
Outre ses fonctions de professeur d’université et les nombreux étudiants qu’il a contribué à former par la recherche, Christian Dumas est toujours resté proche de l’enseignement secondaire par ses liens étroits avec l’association des professeurs de biologie et de géologie (APBG) en réalisant des ateliers pratiques, des séminaires de formation ou en participant à ses journées nationales. Par ailleurs, il s’est beaucoup investi, au côté de Pierre Léna dans la fondation La Main à la Pâte sous différentes formes : pratiques au sein des ateliers de "Graines de sciences" à l’École de physique des Houches et à l’Institut d’études scientifiques de Cargèse, ou plus organisationnelles en s’impliquant dans les différents comités de réflexion de l’Académie des sciences qui ont conduit à la mise sur pied de la fondation La Main à la Pâte et à la création des Maisons pour la science. Il continue d’être référent pour la Maison Auvergne et l’École des sciences de Chateauneuf-les-Bains.

## Autres responsabilités institutionnelles
- Comité Bois de l’Agence française pour la maîtrise de l'énergie (AFME) (1987)
- Comité technique pour la sélection des plantes cultivées (CTPS)(1987-96)
- Conseil scientifique du groupe Orsan (Lafarge-Coppée) (1987-90)
- Comité de pilotage de l’Association générale des producteurs de maïs (AGPM) (1992-2005)
- Conseil national des universités (élu 1983-85 et nommé 1991-94)
- Comité national d’évaluation de la recherche (CNE) (1995-97)
- Directeur du LA INRA 879 (UCB-INRA) (1988-92)
- Directeur de l’EP20 CNRS-LA INRA 879 Reconnaissance cellulaire et amélioration des plantes (1992-93) puis de l’UMR9938 CNRS-INRA-ENS éponyme (1993-94)
- Directeur de l’UMR 55667 Reproduction et développement des plantes (1994-2006)
- Chef du Département de Biologie et physiologie végétale de l’INRA (1995-99)
- Comité national du CNRS, membre nommé, section 27 (1995-2004)
- Directeur scientifique du jardin botanique de la Ville de Lyon (1999-2001)
- Mission d’expertise des jardins botaniques d’Afrique du Sud pour l’ambassade de France (2001)
- Comité opérationnel d’éthique du CNRS (2004-08)
- Federation of European Societies of Plant Biology, président 2004-06
- Président de la Société botanique de France (2006-2010)
- Expert pour l’élaboration de programmes européens (Bridge, DG XII) et de l’évaluation de projets internationaux (NSF, USDA, BARD, BBRC, etc., )
- Conseils scientifiques : Fondation Yves Rocher (Institut), Fondation Ars, Cuttoli et Appel (Fondation de France), Fondation Verots (Saint-Jean-de-Thurigneux, 01) et le jardin botanique du col du Lautaret, Université Joseph-Fourier (président (1996-2005), ENS-Ulm (2005-2009),
- Conseil scientifique international du musée des Confluences (Lyon, 2004)
- Membre de plusieurs comités de l’Académie des sciences : sur l'enseignement des sciences, gouvernance (président), Comité Rapport "Science et Technologie", des sciences de l’environnement et de jurys de prix.

## Distinctions
- Membre correspondant de l’Académie des sciences (1993)
- Membre associé de l’Académie royale de Belgique (1994)
- Membre senior de l’Institut universitaire de France (1996-2006)
- Membre de l’Académie des sciences (2002)[4]
- Membre de l’Académie des sciences, belles-lettres et arts de Lyon (2004)
- Prix de l’Académie des sciences, Belles Lettres et Arts de Lyon (2005)
- Chevalier de la Légion d'honneur (2013)
- Chevalier de l'ordre national du Mérite (2004)
- Chevalier de l'ordre des Palmes académiques (2017)